# Менендес Енріке Анатолійович
Енріке Анатолійович Менендес (нар. 28 вересня 1983, Артемівськ) — український бізнесмен, громадський діяч, співзасновник гуманітарної організації «Відповідальні громадяни» та голова аналітичного центру «Інститут регіональної політики».

## Біографія
Народився в Бахмуті. Названий на честь свого діда, який був іспанцем і воював у громадянській війні на боці республіканців, а після Другої світової потрапив до Радянського Союзу.
У 2008 році мав невеликий бізнес із продажу та обслуговування комп'ютерної техніки, який не витримав кризи 2008 року. В лютому 2011 року створив компанію AdFactory, яка займалася інтернет-маркетингом.
Навесні 2014 року брав участь в організації мітингу за територіальну цілісність України, що пройшов у Донецьку 5 березня 2014 року. Але через високу небезпеку був проти проведення наступного мітингу 13 березня, на якому загинув Дмитро Чернявський. Натомість Менендес виступав за діалог із проросійськими протестувальниками.
Після початку війни на Донбасі разом з колегами та небайдужими заснував організацію «Відповідальні громадяни», яка протягом перших років діяла з обох сторін лінії фронту. В лютому 2016 року керівники організації були вислані з Донецька.
2020 року підписав декларацію «Ініціативи 16 липня».
Після повномасштабного вторгнення у 2022 році залишився в Україні. Веде активну роботу над проєктами в складі ГО «Відповідальні громадяни».
Зокрема, у 2023 році в рамках співпраці з Представництвом Дитячого фонду ООН ЮНІСЕФ в Україні були відкриті 23 Простори дружніх до дитини  у чотирьох регіонах України. 29 березня 2024 року у партнерстві з ЮНІСЕФ відкрив ще 5 Просторів дружніх до дитини у Кривому розі. 
З березня 2024 року проєктний директор ГО «Відповідальні громадяни» Енріке Менендес координує освітній проєкт у партнерстві з World Vision International. В рамках цього проєкту освітніми послугами охоплені понад 16 тисяч підлітків, молоді та дорослих людей у Донецькій, Харківській, Запорізькій та Дніпропетровській областях. 
У 2023-2024 році у партнерстві з Mercy Corps проєктний директор ГО «Відповідальні громадяни» реалізує проєкти гуманітарної підтримки людей у східних регіонах України. 